# 왈롱
왈롱(왈롱어: Waloneye / Walonreye 왈로네이/왈롱레이, 프랑스어: Wallonie 왈로니[*], 독일어: Wallonien 발로니엔[*], 네덜란드어: Wallonië 발로니에[*], 문화어: 왈룡) 또는 왈롱 지역(왈롱어: Redjon walone, 프랑스어: Région Wallonne, 독일어: Wallonische Region, 네덜란드어: Waals Gewest)은 벨기에 남부에 위치한 지역으로 의회 소재지는 나뮈르, 공용어는 프랑스어, 독일어이며 면적은 16,844km2, 인구는 3,498,384명(2010년 1월 1일 기준), 인구 밀도는 210명/km2이다. 현재 분리독립을 요구하고 있다.

## 지역 정보
- 의회 소재지: 나뮈르
- 정부
  - 총리: 루디 데모트 (Rudy Demotte)
- 면적
  - 전체 면적: 16,844km2
- 인구: 3,498,384명 (2011년 1월 1일 기준)
- 인구 밀도: 210명/km2
- 공용어: 프랑스어, 독일어
- ISO 3166 코드: BE-WAL
- 기념일: 9월 셋째 주 일요일

## 같이 보기
- 왈롱어
- 플랑드르

## 와부 연결
- (프랑스어) 왈롱 지역 정부 공식 홈페이지 보관됨 2012-05-31 - 웨이백 머신